# Långalma
Långalma är en bebyggelse i Börstils socken i Östhammars kommun belägen öster om Östhammar. SCB avgränsade här en småort 2020.